# Дагдизель (футбольный клуб)
«Дагдизель» — российский футбольный клуб из Каспийска. Основан в 1932 году.

## Прежние названия команды
- «Темп» (1932—1949)
- «Судостроитель» (1949—1967)
- «Труд» (1968—1977)
- «Дизелист» (1977—1978)
- «Заря» (1979—1987)
- «Торпедо» (1987—1989)
- «Каспий» (1990—1993)
- «Арго» (1994)
- «Дагдизель» (1995—)

* Примечание. Возрождённая в конце 2018 года команда в чемпионате и кубке Дагестана 2019 года участвовала под названием «Дагдизель-УОР» В 2016—2019 годах в III дивизионе в зоне ЮФО/СКФО играла команда «УОР-Дагестан».

## История
Футбольная команда «Дагдизель», носящая название завода-учредителя, была создана в 1932 году. С 1932 по 1995 годы, команда играла под различными названиями («Темп», «Судостроитель», «Труд», «Дизелист», «Заря», «Торпедо», «Каспий», «Арго»), клуб представлял город Каспийск в первенствах СССР, Кубке СССР, различных всесоюзных, всероссийских и республиканских футбольных турнирах. В послужном списке каспийской команды — победы в Кубке ВЦСПС (в 1932 году), в Кубке РСФСР среди коллективов физкультуры (в 1971 году) и в первенстве СССР среди команд предприятий оборонных отраслей промышленности (в 1990 году). Из-за отсутствия финансирования до 2003 года команда не выступала в чемпионатах России, в 1992—1995 годах город представлял «Анжи-2», в 1992—1993 годах носивший название «Каспий», а в 1994 году — «Арго».
Была воссоздана в 2003 году. Первые три сезона после возрождения — с 2003 по 2005 годы — каспийчане провели в четвёртом эшелоне российского чемпионата — Первенстве России среди ЛФК. Ежегодно улучшая результаты, в свой третий сезон в турнире команд Южного федерального округа «Дагдизель» занял третье место и добился права на получение профессионального статуса и повышение в классе. Дебютный сезон в зоне «Юг» Второго дивизиона, в 2006-м году, «заводчане» заняли 13-е место из 17-ти команд. Однако в межсезонье из-за мелких нарушений в ведении финансово-хозяйственной деятельности, выявленных у клуба аттестационной комиссией, «Дагдизель» был лишён профессионального статуса и сезон 2007 года вынужден был вновь провести в Первенстве ЛФК. В этом турнире каспийчане не задержались, заняв третье место по итогам года и вернув себе профессиональный статус. В 2008 году команда под руководством своего бессменного на протяжении многих лет наставника Магомедрасула Ахмедова финишировала 7-й (из 18-ти команд) в зоне «Юг» второго дивизиона. В два последующих сезона «Дагдизель» выступил заметно хуже, заняв 14-е место в 2009 году и 12-е в 2010-м. Скудное финансирование не позволяло заводской команде ставить перед собой высокие задачи.
Перед началом сезона-2011, каспийский клуб оказался на грани исчезновения из-за отсутствие средств на его содержание. Ситуация не оставила равнодушным новое руководство «Анжи», которое не дало уйти в небытие команде из города-спутника столицы Дагестана. Главная команда республики взяла под своё крыло самобытный коллектив из Каспийска. «Дагдизель» стал фарм-клубом махачкалинской команды с приоритетной задачей подготовки местных футболистов к выступлениям на более высоком уровне — в первую очередь, в «Анжи».
В сезоне 2011 года команду возглавил бывший игрок «Анжи» Эмин Агаев. Первую часть переходного чемпионата команда закончила на 7 месте.
В 2014 году, завершив сезон на 5 месте (лучшее достижение клуба), клуб «Дагдизель» был официально расформирован.
В декабре 2018 года клуб приобрела промоутерская компания ERA VIP (организация специализирующаяся на спортивном менеджменте).
Сезон 2019 года команда начала под руководством своего нового главного тренера Юрия Магдиева (входил в тренерский штаб команды до 2014 года) в чемпионате и Кубке Дагестана по футболу.
Достижения
- Обладатель Кубка РСФСР среди КФК (1971).
- Победитель первенства СССР среди команд предприятий оборонных отраслей промышленности (1990).
- Обладатель Кубка Северного Кавказа (1971, 1972, 1976, 1977, 1979, 1981).
- Чемпион Дагестана (1960, 1962, 1963, 1964, 1965, 1967, 1970, 1971, 1972, 1974, 1975, 1976, 1977, 1979, 1980, 1981, 1982, 1990).
- Обладатель Кубка Дагестана (1949, 1961, 1962, 1966, 1970, 1971, 1972, 1973, 1976, 1978, 1979, 1982, 2005)
- Участник первенства СССР: 1949 (Вторая группа), 1968, 1969 (Класс «Б»), 1991 (Вторая низшая лига).
- Участник первенства России: 2003—2005, 2007 (ЛФЛ), 2006, 2008—2014 (Второй дивизион/ПФЛ).

### В чемпионатах СССР
| Сезон | Лига                            | Место |  |
| ----- | ------------------------------- | ----- |  |
| 1949  | II группа (Д-2), 1-я зона РСФСР | 9     |  |
|       |                                 |       |  |
| 1968  | Класс Б (Д-3), 4-я зона РСФСР   | 12    |  |
| 1969  | Класс Б (Д-3), 4-я зона РСФСР   | 11    |  |

### В кубках СССР
| Сезон | Стадия                              |
| ----- | ----------------------------------- |
| 1949  | I зона РСФСР — финал (1/128 финала) |

### В чемпионатах России
| Сезон     | Лига            | Лига            | Место | Примечания               |
| --------- | --------------- | --------------- | ----- | ------------------------ |
| 2003      | КФК/ЛФЛ России  | ЮФО             | 6     |                          |
| 2004      | КФК/ЛФЛ России  | ЮФО             | 5     |                          |
| 2005      | КФК/ЛФЛ России  | ЮФО             | 3     |                          |
| 2005      | КФК/ЛФЛ России  | Финал, Группа А | 2     | Выход во Второй дивизион |
| 2006      | Второй дивизион | зона «Юг»       | 13    | Исключение из ПФЛ (снят) |
| 2007      | ЛФЛ России      | ЮФО             | 3     | Выход во Второй дивизион |
| 2008      | Второй дивизион | зона «Юг»       | 7     |                          |
| 2009      | Второй дивизион | зона «Юг»       | 14    |                          |
| 2010      | Второй дивизион | зона «Юг»       | 12    |                          |
| 2011/2012 | Второй дивизион | зона «Юг»       | 5     |                          |
| 2012/2013 | Второй дивизион | зона «Юг»       | 8     |                          |
| 2013/2014 | Второй дивизион | зона «Юг»       | 5     |                          |

### В кубках России
| Сезон   | Стадия |
| ------- | ------ |
| 2006/07 | 1/256  |
| 2008/09 | 1/512  |
| 2009/10 | 1/128  |
| 2010/11 | 1/256  |
| 2011/12 | 1/128  |
| 2012/13 | 1/128  |
| 2013/14 | 1/32   |